# Noémie Lenoir

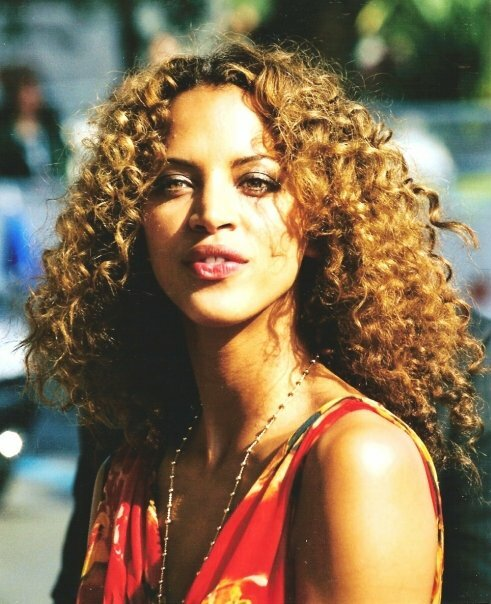
Noémie Lenoir em Cannes

Noémie Lenoir (Les Ulis, Essonne, 19 de Setembro de 1979) é uma modelo e atriz francesa.
Foi descoberta pela agência Ford Models quando tinha apenas 16 anos. Em 2001, assinou um contrato com a L'Oréal e desde então apareceu em várias campanhas com Laetitia Casta e com a actriz Andie MacDowell. Fez trabalhos para a Victoria's Secret, Gap, Next, entre outros. Lenoir é o rosto da marca britânica Marks & Spencer e apareceu em várias campanhas ao lado das modelos Twiggy e Laura Bailey. Ilustrou por várias vezes as páginas da revista americana Sports Illustrated Swimsuit Issue.

## Vida pessoal
Lenoir foi casada com o ex-futebolista Claude Makélélé, com quem teve um filho, Kelyan.

## Filmografia
* Carga Explosiva (2015) - " O Legado"
- Rush Hour 3 (2007) – "Geneviève"
- Gomez contre Tavarès (2007)
- Le Doublure (2006) – "Karine"
- Jeff et Léo, flics et jumeaux – "Anna" (1 episódio, 2004)
- After the Sunset (2004) – "Mooré's Girl"
- Gomez & Tavarès (2003) – "Gina"
- Astérix & Obélix: Missão Cleópatra (2002) – "Chamandra"